# تشنغتشو (كوريا الشمالية)
تشنغتشو (هانغل: 정주시 ) هي مدينة في كوريا الشمالية، تقع في بيونغان الشمالية، بلغ عدد سكانها 189,742  نسمة وذلك حسب إحصائيات سنة 2007، تبلغ مساحتها 473.2 كيلومتر مربع.

## مدن توأم
المدن التوأم:
- توتوري، توتوري.